# سكة نخلة جميرا الأحادية

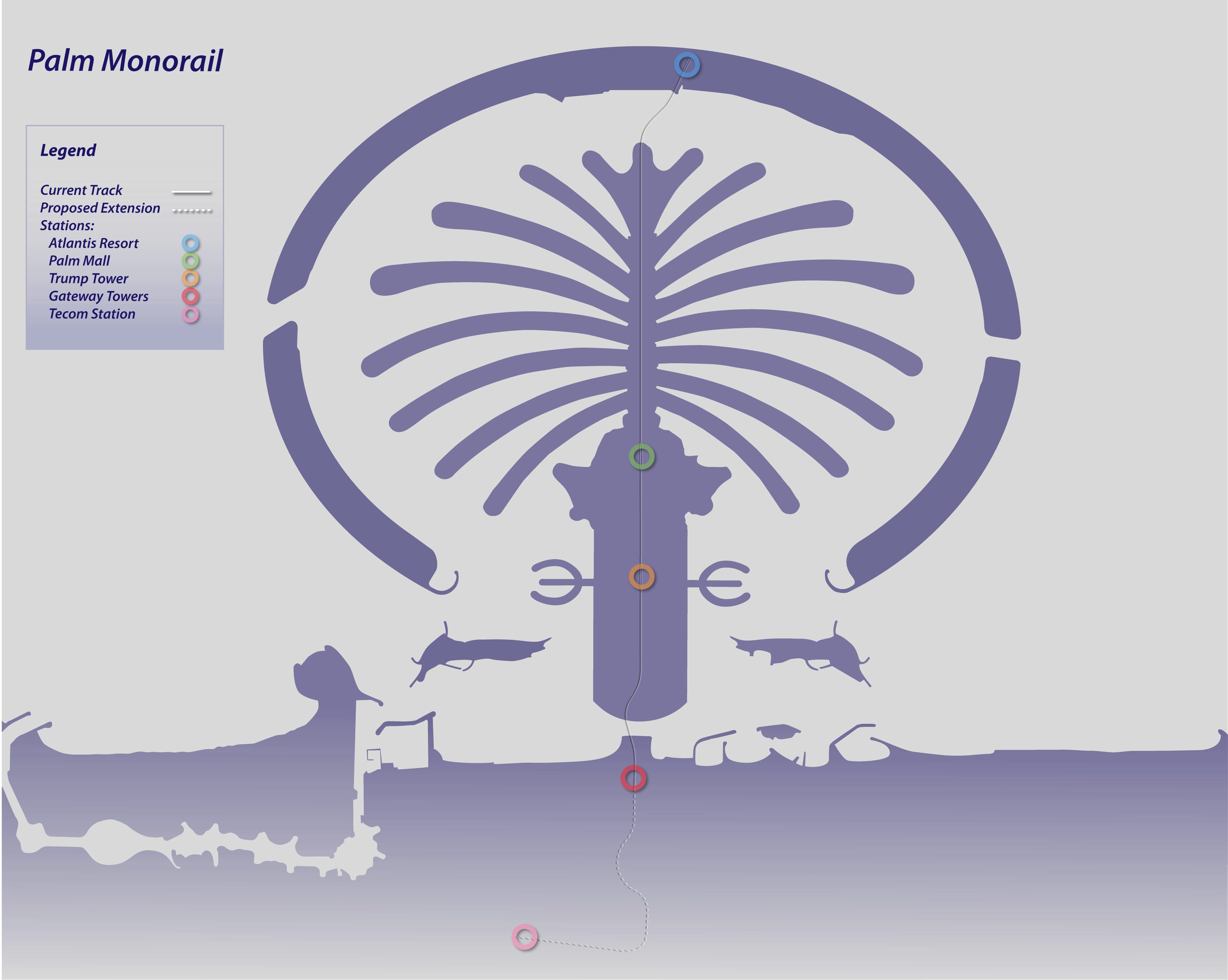
نظرة عامة على خطة خط سكة حديد نخلة جميرا الأحادي

سكة حديد نخلة جميرا الأحادية هي خط سكك أحادي الخط في جزيرة نخلة الجميرة في دبي، الإمارات العربية المتحدة. تُشغل من قبل شركة سيركو البريطانية. يربط الخط الأحادي نخلة جميرا بالبر، مع تمديد إضافي مخطط له إلى الخط الأحمر لمترو دبي. افتتح الخط في 30 أبريل 2009. ويعتبر أول خط أحادي في الشرق الأوسط.
تكون القطارات في هذا الخط بدون سائق، مع وجود قابلات في أي حالات طارئة.

## تاريخ
بدأ البناء على 5.45 كيلومتر (3 ميل) خط سكة حديد أحادية في مارس 2006، تحت إشراف شركة ماروبيني، مع استكمال مسار السكة الأحادية في يوليو 2008، وبدء اختبار المركبات في نوفمبر 2008. كان من المقرر في الأصل افتتاحه بحلول ديسمبر 2008، أُجل الافتتاح إلى 30 أبريل 2009. في عام 2010، استحوذت شركة سيركو البريطانية على العمليات اليومية.
تبلغ ميزانية المشروع 400 مليون دولار أمريكي، مع تخصيص 190 مليون دولار أمريكي إضافية لمسافة 2 كيلومتر (1 ميل) الامتداد المستقبلي لمترو دبي، بينما تشير مصادر أخرى إلى ميزانية قدرها 1.1 مليار دولار أمريكي. تبلغ تكلفة الرحلة على القطار الأحادي 20 درهماً في اتجاه واحد و 30 درهماً ذهابًا وإيابًا.
أُفتتحت محطة حديقة الاتحاد، التي كانت تهدف في الأصل لخدمة مشروع فندق وبرج ترامب الدولي الذي أُلغي في 3 يوليو 2017. افتتحت محطة نخيل مول في 28 نوفمبر 2019.

## تقنية
يستخدم خط السكة الأحادي او المونوريل في نخلة الجميرة تقنية هيتاشي ذات الخط الأحادي. تُنفذ الأعمال الكهروميكانيكية من قبل ETA-Dubai في مشروع مشترك مع هيتاشي-اليابان.

## الركوب
تبلغ السعة النظرية للخط 40 ألف مسافر يوميًا، حيث تعمل القطارات كل بضع دقائق خلال ساعات الذروة وكل 15 إلى 20 دقيقة خلال الساعات الأخرى. ومع ذلك، بلغ متوسط عدد الركاب الفعليين حوالي 600 راكب يوميًا خلال الأسبوع الأول. اعتبارًا من يوليو 2017، يعمل الخط كل 11 دقيقة ويبلغ متوسط عدد الركاب 3000 راكب يوميًا.

## المحطات
- محطة أتلانتس أكوافنتشر - أتلانتس النخلة *
- ذي بوينت (قيد الإنشاء) [12]
- محطة النخيل مول - محطة ترامب بلازا سابقاً ومحطة فيليج سنتر
- محطة حديقة الاتحاد
- محطة البوابة - أبراج البوابة، اتصال ترام دبي في محطة نخلة جميرا

## تمديد مُخطط
- الخط الأحمر - الاتصال بمترو دبي [12]